# Kerkhofkapel (Ittervoort)
De kerkhofkapel is een kapel in Ittervoort in de Nederlandse gemeente Leudal. De kapel staat op de begraafplaats in het zuidoosten van het dorp nabij de Thornerstraat. Op ongeveer 130 meter naar het noorden staat aan de andere kant van de Napoleonsweg de Sint-Margarethakerk.
De kruiskapel is gewijd aan het heilig kruis.

## Geschiedenis
In november 1968 werd het kruisbeeld opgenomen in het rijksmonumentenregister.
In 2016 werd de kerkhofkapel gerenoveerd.

## Gebouw
De witte bakstenen kapel is opgetrokken op een rechthoekig plattegrond en wordt gedekt door een zadeldak met leien. De frontgevel en achtergevel zijn een puntgevel met op de top van de frontgevel een metalen kruis. In de frontgevel bevindt zich de rondboogvormige toegang van de kapel die wordt afgesloten met een hek. 
In de kapel is tegen de achterwand het altaar geplaatst. Boven het altaar hangt aan de achterwand het kruisbeeld dat stamt van rond 1500.